# Freak (canção de Estelle)
"Freak" é o primeiro single de seu 3º álbum de estúdio ('"All of Me"') da cantora britânica Estelle. A canção, que conta com a participação rapper canadense Kardinal Offishall, foi produzido pelo DJ francês David Guetta. O single foi lançado na América do Norte em 26 de fevereiro de 2010 e foi lançado no Reino Unido em 3 de maio de 2010 como um único zumbido. A canção foi lançada como o terceiro single internacional , depois de "American Boy" e "Come Over". A canção foi usada como uma das canções do São Paulo Fashion Week 2010, durante o desfile da Colcci.

## Videoclipe
O Videoclipe de "Freak" foi lançado no site oficial de Estelle em 26 de Fevereiro de 2010.

## Controvérsia
Em 02 de marco de 2010, foi comunicado à British Enterteinment, no site Digital Spy de que nesse vídeo mais recente, Estelle tinha sido criticado online para aparentemente "blacking up '. Ela foi acusada de" blacking up' por causa de sua decisão de vestir preto make-up no videoclipe de "Freak". Quando perguntado sobre o que por que de vestir preto, ela respondeu, dizendo "Eu acho que é preciso esperar para ver o clip para que pudesse me defender, mas é bobagem. Estou preto, assim como eu faço blackface ? Ela foi para compará-la para o vídeo de Missy Elliott para seus 1999 single "She's a Bitch", dizendo que "Missy [Elliott] fez a mesma coisa [com ela] no vídeo "She's a "Bitch".

## Recepção
A canção recebeu uma crítica positiva de Melanie Billboard's Bertoldi. Ela descreveu a canção como "selvagem, maluco e, finalmente, atraente", ela foi para comentar sobre o versículo de Offishall, afirmando "Kardinal Offishall salta para um verso parvo que contribui para a diversão de forma livre". Ela terminou a revisão positiva, afirmando que "ponte da canção" ("I wanna hear you say", ela enlouquece) serviu como a cereja no topo deste tratar-clube digno." Dirrtyinc.com deu uma crítica positiva da canção, chamando que "A música é divertida para cantar junto, Estelle definitivamente não desapontou nesta nova música".

## Desempenho
A canção estreou no Canadian Hot 100, na sua corrente de pico de 83.

### Posição
| Parada(2010)             | Melhor posição |
| ------------------------ | -------------- |
| Canadian Hot 100         | 83             |
| German Black Chart       | 5              |
| U.S. Hot Dance Club Play | 48             |
| UK Singles Chart         | 103            |